# Grabówka (Mikołajki)
Pour les articles homonymes, voir Grabówka.
Grabówka est un village de Pologne, situé dans le gmina de Mikołajki, dans le powiat de Mrągowo, dans la voïvodie de Varmie-Mazurie.